# Кесерван (район)
Кесерван (араб. قضاء كسروان) — один із 25 районів Лівану, входить до складу провінції Гірський Ліван. Адміністративний центр — м. Джунія. На півночі межує з районом Джебейль, на сході — з районом Баальбек, на півдні — з районом Матн, на заході омивається водами Середземного моря.
Адміністративно поділяється на 48 муніципалітетів.
На території району знаходяться відомі печери Джейта.
| Ліван | Це незавершена стаття з географії Лівану. Ви можете допомогти проєкту, виправивши або дописавши її. |